# Chetag Nikolajewitsch Zabolow
Chetag Nikolajewitsch Zabolow (russisch Хетаг Николаевич Цаболов; * 17. November 1991 in Wladikawkas) ist ein russischer Ringer. Er wurde 2014 Weltmeister im freien Stil in der Gewichtsklasse bis 70 kg Körpergewicht.

## Werdegang
Chetag Zabolow stammt aus Nordossetien-Alanien. Er begann als Jugendlicher 2001 mit dem Ringen und konzentriert sich dabei auf den freien Stil. Er gehörte zunächst dem Sportclub Spartak Wladikawkas an und wechselte später zum Armeesportclub Moskau. Er wurde bzw. wird von Tschermen Marsajew und Islam Kalajew trainiert.
Seine ersten großen Erfolge feierte er im Jahre 2011, als er im Leichtgewicht russischer Juniorenmeister wurde und wenige Monate später in Bukarest auch den Junioren-Weltmeistertitel im Leichtgewicht gewann. Im Finale besiegte er dabei Ibrahim Nasiriaffrachali aus dem Iran.
In seinen ersten Seniorenjahren 2012 und 2013 konnte sich Chetag Zabolow bei den russischen Meisterschaften nicht in den Medaillenrängen platzieren. Er wurde aber bei einigen wichtigen internationalen Turnieren eingesetzt. So belegte er z. B. beim Golden-Grand-Prix 2012 in Krasnojarsk im Leichtgewicht hinter Alan Gogajew, Russland, den 2. Platz. Den gleichen Platz errang er auch beim Ramsan-Kadyrow-Cup in Grosny/Russland hinter Achmed Gadschimagomedow aus Russland.
Im März 2014 vertrat er zusammen mit Ramasan Schamsudinow die russischen Farben beim Welt-Cup in Los Angeles, einem Mannschafts-Wettkampf, im Leichtgewicht. Die russische Mannschaft belegte dabei hinter dem Iran und vor den Vereinigten Staaten, den 2. Platz. Er wurde u. a. im Finale gegen den Iran eingesetzt, unterlag dort aber gegen Mustafa Hosseinchani klar nach Punkten (0:7). Im Juni 2014 wurde Chetik Zabolow in der nicht-olympischen Gewichtsklasse bis 70 kg Körpergewicht erstmals russischer Meister. Dabei verwies er Israil Kassumow, Magomedrasul Gasimagomedow und Arslan Arslanow auf die nächsten Plätze. Im September 2014 wurde er daraufhin in dieser Gewichtsklasse auch bei der Weltmeisterschaft in Taschkent eingesetzt, bei der er mit Siegen über Andreas Triantafyllidis, Griechenland, Yoan Blanco, Ekuador, Cleopas Ncube, Kanada, Ali Schabanau, Weißrussland und Yakup Gör, Türkei den Weltmeistertitel gewann.
2015 und 2016 konnte sich Chetag Zabolow bei den für die internationalen Meisterschaften maßgebenden Veranstaltungen, dem „Iwan-Yarigin“-Grand-Prix und den russischen Meisterschaften nicht im Vorderfeld platzieren. Er konnte deshalb in diesen beiden Jahren bei keiner internationalen Meisterschaft und auch nicht bei den Olympischen Spielen 2016 in Rio de Janeiro starten. Er siegte jedoch 2015 bei den Militärweltspielen in Mungyeong und 2016 bei der Militär-Weltmeisterschaft in Skopje jeweils in der Gewichtsklasse bis 74 kg. Sicher nur ein schwacher Trost für ihn, für die verpasste Teilnahme an den Olympischen Spielen.
2017 belegte er beim „Iwan-Yarigin“-Grand-Prix in Krasnojarsk in der Gewichtsklasse bis 74 kg nur den 5. Platz. Er kam damit für einen Start bei der Europameisterschaft nicht in Frage. Im Juni 2017 siegte er aber bei der russischen Meisterschaft in der gleichen Gewichtsklasse. Damit erhielt er den Startplatz bei der Weltmeisterschaft in Paris. In Paris war er in hervorragender Form und besiegte Connor James Evans, Australien, Hanoch Rachamin, Israel, Jabrail Hasanow, Aserbaidschan und Söner Demirtas, Türkei. Damit stand er im Finale gegen den Olympiasieger von 2012 und vierfachen Weltmeister Jordan Burroughs aus den Vereinigten Staaten. Er lieferte Burroughs einen großen Kampf, unterlag gegen diesen aber letztendlich doch mit 6:9 Punkten. Er wurde damit Vize-Weltmeister 2017.
Im Januar 2018 siegte Chetag Zabolow endlich auch beim „Iwan-Yarigin“-Grand-Prix vor Zaurbek Sidakov und Kachaber Chubeschti, beide Russland und Dauletmurat Orasgijow, Turkmenistan und qualifizierte sich damit für die Europameisterschaft in Kaspiisk. Dort hatte er allerdings Pech, denn in der Gewichtsklasse bis 74 kg siegte er zunächst über Wasil Michailow aus der Ukraine, musste in seinem nächsten Kampf gegen Frank Chamizo Marquez, Italien, aber eine Schulterniederlage hinnehmen. Da Chamizo das Finale nicht erreichte, schied er vorzeitig aus und kam nur auf den 9. Platz. Kurz danach wurde er bei der Militär-Weltmeisterschaft in Moskau in der Klasse bis 79 kg erneut Militär-Weltmeister.
Bei der russischen Meisterschaft im August 2018 wurde Chetag Zabolow in der Gewichtsklasse bis 74 kg von dem aufstrebenden Zaurbek Sidakow geschlagen. Sidakow wurde daraufhin bei der Weltmeisterschaft in Budapest eingesetzt.

## Internationale Erfolge
| Jahr | Platz | Wettbewerb                               | Gewichtsklasse | Ergebnisse |
| 2011 | 1.    | Junioren-WM in Bukarest                  | bis 66 kg      | vor Ibrahim Nasiriaaffrachali, Iran, Parveen Rana, Indien und Dawit Galegaschwili, Georgien                                                              |
| 2012 | 2.    | Golden-Grand-Prix in Krasnojarsk         | bis 66 kg      | hinter Alan Gogajew, vor Soslan Ramonow und Alam Batirow, alle Russland                                                                                  |
| 2013 | 7.    | Iwan-Yarigin-Memorial in Krasnojarsk     | bis 66 kg      | Sieger: Iljas Bekbulatow, USA, vor Brent Metcalf, USA, Soslan Ramonow und Rasul Murtasalijew, alle Russland                                              |
| 2013 | 5.    | Intern. Turnier in Kiew                  | bis 66 kg      | hinter Achmed Tschakajew, Russland, Dawit Safarjan, Armenien, Rustambek Maschadow, Russland und Arsen Jedigarow, Ukraine                                 |
| 2013 | 2.    | Ramsin-Kadyrow-Cup in Grosny             | bis 74 kg      | hinter Achmed Gadschimagomedow, Russland |
| 2014 | 3.    | Iwan-Yarigin-Memorial in Krasnojarsk     | bis 70 kg      | hinter Israil Kasjumow und Ramasan Schamsudinow, beide Russland                                                                                          |
| 2014 | 1.    | WM in Taschkent                          | bis 70 kg      | nach Siegen über Andreas Triantafyllidis, Griechenland, Yoan Blanco, Ekuador, Cleopas Ncube, Kanada, Ali Schabanau, Weißrussland und Yakup Gör, Türkei   |
| 2014 | 1.    | Copa Brasil in Rio de Janeiro            | bis 74 kg      | vor Mao Okui, Japan, Achmed Warajew, Russland und Anthony Valencia, USA                                                                                  |
| 2015 | 3.    | „Yasar-Dogu“-Memorial in Istanbul        | bis 74 kg      | hinter Denis Zargusch, Russland und Söner Demirtas, Türkei, gemeinsam mit Achmed Gadschimagomedow, Russland                                              |
| 2015 | 1.    | „Wacław-Ziółkowski“-Memorial in Warschau | bis 70 kg      | vor Yakup Gör und Mustafa Kaya, beide Türkei und German Ustinow, Russland                                                                                |
| 2015 | 1.    | Militär-Weltspiele in Mungyeong          | bis 74 kg      | vor Georg Harth, Deutschland, Galmichan Usserbajew, Kasachstan und Essadollah Akbarizarinkolaei, Iran                                                    |
| 2015 | 2.    | Golden-Grand-Prix in Baku                | bis 74 kg      | hinter Jabrail Hasanow, Aserbaidschan, vor Achmed Gadschimagomedow und Moustafa Hosseinkhani, Iran                                                       |
| 2016 | 1.    | „Alexander-Medwed“-Reis in Minsk         | bis 74 kg      | vor Hassan Yazdani Charati, Iran, Raschid Kurbanow, Usbekistan und Söner Demirtas                                                                        |
| 2016 | 1.    | Militär-WM in Skopje                     | bis 74 kg      | vor Mohamed Zarei, Iran, Nurgali Scholajew, Kasachstan und Ashraf Alijew, Azerbaidschan                                                                  |
| 2017 | 5.    | „Iwan-Yarigin“-Grand-Prix in Krasnojarsk | bis 74 kg      | hinter Achmed Gadschimagomedow, Azamaz Sanakojew, Radik Walijew und Kachaber Chubeschti, alle Russland                                                   |
| 2017 | 2.    | „Yasar-Dogu“-Turnier in Istanbul         | bis 74 kg      | hinter Muslim Ewlojew, Kasachstan, vor Khalil Aminow und Artem Umarow, beide Russland                                                                    |
| 2017 | 2.    | WM in Paris                              | bis 74 kg      | nach Siegen über Connor James Evans, Australien, Hanoch Rachamin, Israel, Jabrail Hasanow und Söner Demirtas und einer Niederlage gegen Jordan Burroughs |
| 2017 | 1.    | Militär-Weltmeisterschaft in Klaipėda    | bis 74 kg      | vor Andrej Karach, Weißrussland, Reza Afzal Paemanmi, Iran und Matt Brown, USA                                                                           |
| 2017 | 2.    | Alany-Tournament in Wladikawkaw          | bis 74 kg      | hinter Alan Zasejew, vor Timur Bischojew und Azamaz Sanakojew, alle Russland                                                                             |
| 2018 | 1.    | „Iwan-Yarigin“-Grand-Prix in Krasnojarsk | bis 74 kg      | vor Zaurbek Sidakow, Kachaber Chubeschti und Dauletmurat Orasgiljow, Turkmenistan                                                                        |
| 2018 | 9.    | EM in Kaspiisk                           | bis 74 kg      | nach einem Sieg über Wasil Michailow, Ukraine und einer Niederlage gegen Frank Chamizo Marquez, Italien                                                  |
| 2018 | 1.    | Militär-WM in Moskau                     | bis 79 kg      | vor Bahman Teymouri, Iran, Selimchan Chadijew, Frankreich und Galimchan Usserbajew                                                                       |
| 2018 | 19.   | Alany-Tournament in Wladikawkas          | bis 74 kg      | Sieger: Timur Bischojew vor Awtandil Kentschadse, Georgien                                                                                               |

## Russische Meisterschaften
| Jahr | Platz | Altersgruppe | Gewichtsklasse | Ergebnisse                                                          |
| 2011 | 1.    | Junioren     | bis 66 kg      | vor Bajmursa Chadissow, Magomed Kurbanalijew und Alan Abajukow      |
| 2014 | 1.    | Senioren     | bis 70 kg      | vor Israil Kasjumow, Magemedrasul Gazimagomedow und Arslan Arslanow |
| 2017 | 1.    | Senioren     | bis 74 kg      | vor Gadschi Nabiew, Alan Zasejew und Nikita Suchkow                 |
| 2018 | 2.    | Senioren     | bis 74 kg      | hinter Zaurbek Sidakov, vor Nikita Suchkow und Timur Bischojew      |

Erläuterungen
- alle Wettkämpfe im freien Stil
- WM = Weltmeisterschaft
- Leichtgewicht, Gewichtsklasse bis 66 kg, Weltergewicht, Gewichtsklasse bis 74 kg Körpergewicht (bis 31. Dezember 2013); seit 1. Januar 2014 gilt eine neue Gewichtsklasseneinteilung durch den Ringer-Weltverband FILA: Leicht bis 65 kg, Halbwelter bis 70 kg, Welter bis 74 kg, Halbmittel bis 79 kg Körpergewicht